# فيصل عرنكي
فيصل عرنكي (11 مارس 1951-) هو سياسي فلسطيني، عمل في الأمن الداخلي الأمريكي رئيس دائرة مراقبة الأوبئة والأمراض السارية خلال الأعوام (2001 - 2016). عضو في اللجنة التنفيذية لمنظمة التحرير عن جبهة التحرير العربية، وعضو في المجلس المركزي، وشغل منصب رئيس دائرة التنمية البشرية في منظمة التحرير الفلسطينية عام 2018.

## سيرته
ولد فيصل كامل نيكولا عرنكي في بيرزيت عام 1951، درس الإعدادية في مدرسة اللاتين في بيرزيت، والثانوية في الكلية الأهلية في مدينة رام الله الفرع العلمي عام 1969، التحق بجامعة البصرة ونال درجة البكالوريوس في الطب والجراحة العامة عام 1978. تخصص بعدها في المسالك البولية من جامعة فريسنو في كاليفورنيا عام 1981، ونال درجة الماجستير في الصحة البيئية عن أطروحته «مشكلة مياه الشرب في قطاع غزة وعلاقتها بالفشل الكلوي» عام 1990 من ذات الجامعة. بدأ العمل طبيبًا في ولاية كاليفورنيا خلال الأعوام (1984-2001).
التحق عرنكي بحزب البعث العربي الاشتراكي، وساهم في تأسيس جبهة التحرير العربية في محافظة البصرة عام 1972، انتخب عضواً في المجلس الوطني الفلسطيني عام 1974، وعضوًا في المؤتمر العام للاتحاد العام للطلبة الفلسطينيين عام 1975. قاد حزب البعث العربي الاشتراكي في منطقة شرق وغرب أمريكا في الفترة (2001-2003). في عام 2009 حصل على عضوية مكتب العلاقات الخارجية لحزب البعث وتولى إدارة مكتبه عام 2014، كما شارك في تأسيس المؤتمر الشعبي العربي عام 2012. 
صدر له كتاب بعنوان: «The Impact Of Saline Water On Human Renal System».